# Beroe gilva
Beroe gilva är en kammanetart som beskrevs av Johann Friedrich von Eschscholtz 1829. Beroe gilva ingår i släktet Beroe, och familjen Beroidae. Inga underarter finns listade i Catalogue of Life.